# 謀議台灣獨立案
謀議台灣獨立案，於1947年在台灣發生的司法案件。台灣警備總司令部指控，於1945年，有多位台灣士紳進入台灣總督府，向台灣總督安藤利吉請求協助台灣獨立，但遭到安藤利吉拒絕。台灣警備總司令部在1946年3月拘捕了林熊徵等台灣士紳，進行審訊。臺灣戰犯軍事法庭在1947年7月29日判決，許丙、林熊祥各判處1年10個月有期徒刑，簡朗山、徐坤泉各判處1年有期徒刑，辜振甫則被判處2年6個月有期徒刑。官方資料中，此事件是受到日本軍方人士煽動，但在歷史學者的研究中，其動機與過程尚有爭議。

## 後世研究
由於此案件沒有具體證據，會議的時間、地點、文件、證人皆無，審訊一直沒有進展。最終判決根據的理由也引起很多質疑，辜振甫認為此一判決，很難令人接受：既欠根據、又無道理，沒有任何人證，也沒有具體物證，判刑理由是由反向思考。
根據許丙之子，許伯埏的說法，此事件起因於林熊祥向陳儀追討數十萬元借款，陳儀為了報復，遂以謀求台灣獨立為由，拘捕了許丙等人，許伯埏並否認其父許丙與此案有關。